# Rzęsa turionowa
Rzęsa turionowa, rzęsa purpurowa (Lemna turionifera Landolt) – gatunek drobnych, pływających roślin wodnych z rodzaju rzęsa w rodzinie obrazkowatych, pochodzący z północnej i wschodniej Europy, Azji klimatu umiarkowanego i Ameryki Północnej. Introdukowany w środkowej Europie i Francji. W Polsce kenofit, zaobserwowana po raz pierwszy w 1987 roku w okolicach Krakowa, obecnie szerzej rozprzestrzeniona w Polsce północno-wschodniej i wschodniej (okolice Elbląga, Olsztyna, Suwałk, Łomży i Siedlec) i w Polsce południowej (okolice Przemyśla i Brzeska); znane są również pojedyncze stanowiska tego gatunku nad Odrą. Do 2024 roku odnotowano 56 stanowisk. 
Typem nomenklatorycznym gatunku jest okaz zielnikowy zebrany przez W.M. Hieseya w roku 1953, 20 kilometrów na zachód od Davenport w Montanie w Stanach Zjednoczonych. Holotyp jest przechowywany w kolekcji Politechniki Federalnej w Zurychu (ZT), pod numerem 6573.
Epitet gatunkowy turionifera w języku łacińskim oznacza "rodząca turiony".

## Morfologia
PokrójRzęsa turionowa jest drobną rośliną wodną, osiągającą długość od 2 do 4 mm.
PędRoślina o ciele uproszczonym, której jedynymi wyróżnialnymi organami są zredukowane kwiaty oraz korzeń. Jej organizm stanowi luźnokomórkowy człon pędowy, spłaszczony, niemal kulisty do eliptyczno-jajowatego w zarysie, symetryczny, z wierzchu ciemnozielony, z rzędem drobnych brodawek wzdłuż osi, pod spodem czerwony, z trzema wiązkami przewodzącymi. Rzęsy tego gatunku rosną na powierzchni wody, pojedynczo lub w koloniach liczących od 3 do 5 osobników. Są to organizmy proliferatyczne, jako jedyny gatunek rzęs tworzą pąki przetrwalne (turiony). Pąki te oraz organizmy potomne powstają w 2 merystematycznych woreczkach umieszczonych brzusznie po każdej stronie członu pędowego (powstają w nich również kwiaty). Turiony są małe, pozbawione korzeni (lub z bardzo krótkim korzeniem), ciemnozielone lub brązowawe i bogate w skrobię. Powstają jesienią. Opadają na dno zbiornika wodnego, gdzie zimują.
KorzenieRzęsa turionowa tworzy po brzusznej stronie członu pędowego pojedynczy korzeń, pozbawiony tkanki przewodzącej, bardzo smukły, nie przyrastający na grubość, nie rozgałęziający się, nie rozwijający włośników, o końcu okrytym pochewką i długości osiągającej 15 cm.
KwiatyZ uwagi na skuteczność rozmnażania wegetatywnego rośliny z tego gatunku rzadko kwitną. Kwiaty obupłciowe powstają pojedynczo w każdym z woreczków umieszczonych po bokach członu pędowego i otoczone są błoniastą pochwą. Kwiat zbudowany jest z jednokomorowej, jednozalążkowej zalążni, zakończonej kubeczkowatym znamieniem, i dwóch dwukomorowych pręcików.
OwoceOwocem jest kulista i lekko spłaszczona, podobna do mieszka łagiewka, zawierająca podłużnie żeberkowane nasiono z wyraźnym wieczkiem (operculum).

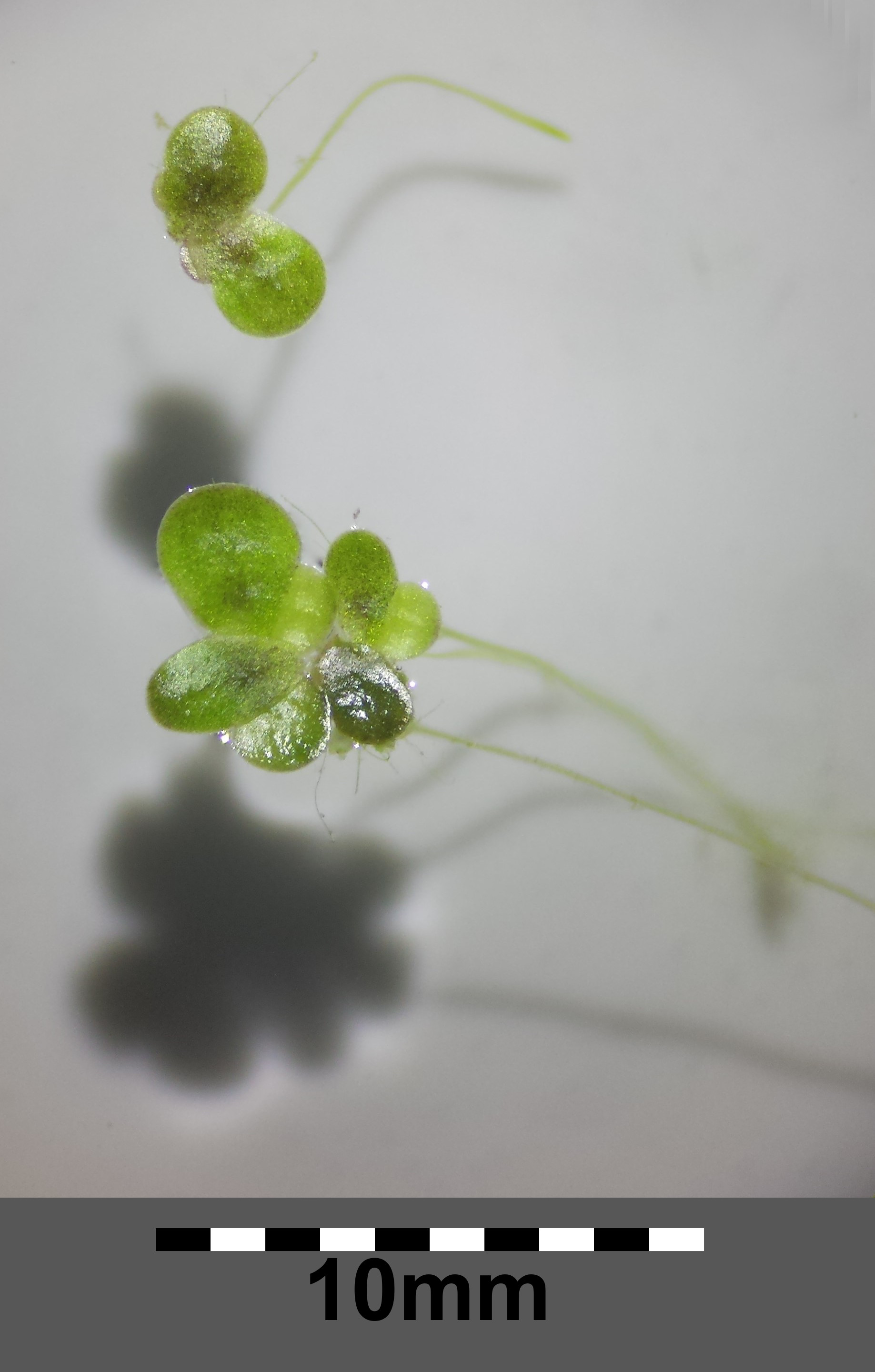
Widok z góry
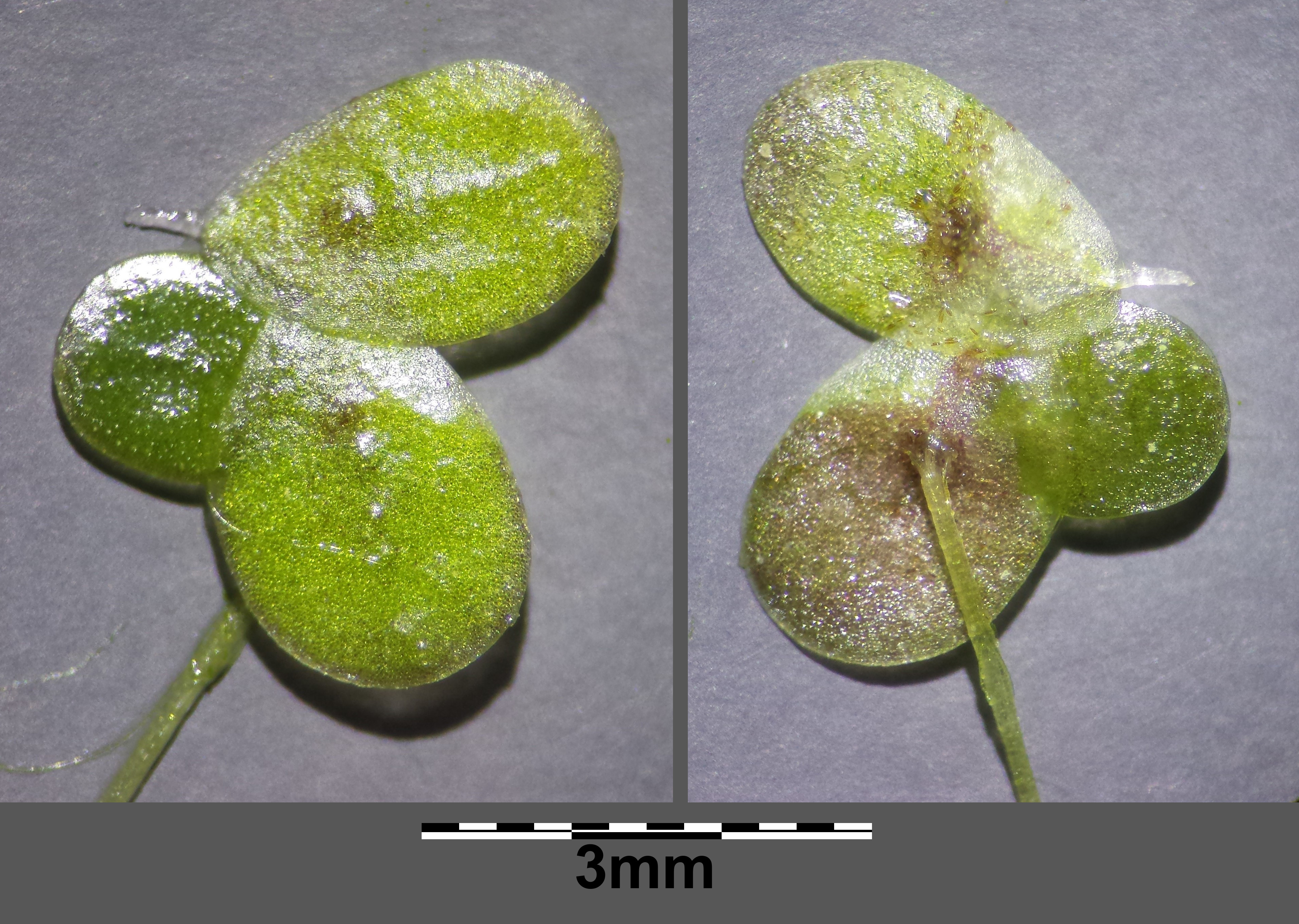
Widok z góry i od spodu
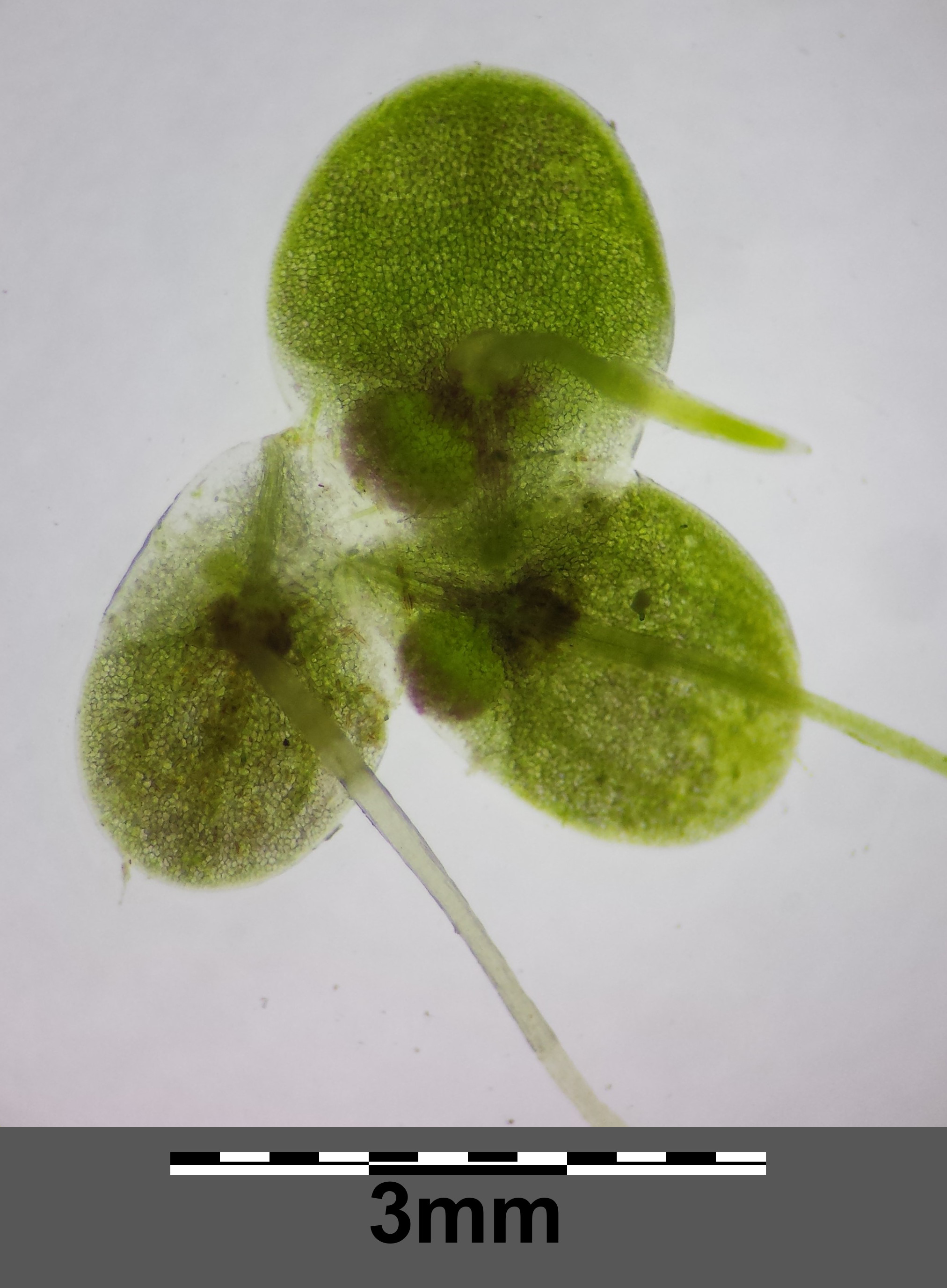
Widok od spodu

Gatunki podobneRóżni się od innych gatunków rzęsy przede wszystkim tworzeniem turionów.

## Biologia i ekologia
Rzęsa turionowa jest rośliną wodną, jednoroczną, unoszącą się na powierzchni wody (jest zaliczana do lemnidów). Okazjonalnie kwitnie latem. Zasiedla zimne, słodkowodne strumienie, jeziora i bagna, na wysokości od 0 do 3700 m n.p.m.
Komórki roślin tego gatunku posiadają 40, 42, 50 lub 80 chromosomów, tworzących odpowiednio 20, 21, 25 lub 40 par homologicznych.